# Stereoclip
Maxime Merkpoel (né le 29 décembre 1989), plus connu sous le nom de scène Stereoclip, est un DJ et producteur belge de musique électronique.

## Biographie

### Débuts et formation
Maxime Markpoel, connu professionnellement sous le nom de Stereoclip, est un producteur de musique électronique belge. Né à Bruxelles, il s'intéresse très tôt à la musique et suit des études d'audiovisuel. Une expérience à Berlin renforce son intérêt pour la musique électronique, déterminant ainsi la direction artistique de sa future carrière.

### Premiers succès (2013–2017)
En 2013, Stereoclip connaît son premier grand succès avec le titre Easy Field. Ce morceau attire l'attention de Délicieuse Musique, qui lui offre un contrat pour son premier EP et LP, Hometown, publiés sur le label Delicieuse Records. Stereoclip commence à tourner en France et en Europe centrale et se fait remarquer par le label français Hungry Music.

### Reconnaissance internationale (2018–2020)
En 2018, Stereoclip se produit sur d'importantes scènes de clubs et de concerts, notamment l'Olympia, Tomorrowland, le Festival de Dour, Piknic Électronik, Amsterdam Dance Event et le Rex Club. La même année, il sort son second album, Travel, sous le label de musique électronique renommé Armada Music,

### Récentes réalisations (2021–présent)
Son troisième album, Echoes, sorti en 2021, attire plus de 1,2 million d'auditeurs mensuels sur Spotify. Les titres How To Listen To This Album et Sunset Drive sont les plus écoutés de l'artiste.

## Discographie

### Singles
- Easy Field (2013)
- Feel The Game (2018)
- How to Listen to This Album (2021)
- Sunset Drive (2021)

### Albums
- Hometown (2015)
- Travel (2018)
- Echoes (2021)

| Année | Single                        | Album    |
| ----- | ----------------------------- | -------- |
| 2015  | Grim Wish                     | Hometown |
| 2015  | Tramway                       | Hometown |
| 2015  | Lost in Brussels              | Hometown |
| 2015  | No Fuss                       | Hometown |
| 2015  | Easy Field                    | Hometown |
| 2015  | Lunar                         | Hometown |
| 2015  | Shivering Sense               | Hometown |
| 2015  | Cohiba Smoker                 | Hometown |
| 2015  | Take Off - Arapaima Vox       | Hometown |
| 2015  | Lost in Brussels (N'TO Remix) | Hometown |
| 2018  | Make Love Tonight             | Travel   |
| 2018  | Hide & Seek                   | Travel   |
| 2018  | Homebody                      | Travel   |
| 2018  | Cloudy                        | Travel   |
| 2018  | More (featuring Laark)        | Travel   |
| 2018  | Day One                       | Travel   |
| 2018  | Broke Hearts                  | Travel   |
| 2018  | Feel The Game                 | Travel   |
| 2018  | I Want You To                 | Travel   |
| 2018  | Playground                    | Travel   |
| 2018  | Tintin's Adventures           | Travel   |
| 2018  | Redemption                    | Travel   |
| 2021  | How To Listen To This Album   | Echoes   |
| 2021  | Disconnected - Album mix      | Echoes   |
| 2021  | Inner City Angels             | Echoes   |
| 2021  | All Over Magic                | Echoes   |
| 2021  | Sunset Drive                  | Echoes   |
| 2021  | Moonlight Drive               | Echoes   |
| 2021  | Feel The Game - Remix         | Echoes   |
| 2021  | Sf                            | Echoes   |
| 2021  | Oze (featuring DIM KELLY)     | Echoes   |
| 2021  | Winners                       | Echoes   |